# Volksbadhuis Hilversum
Het Volksbadhuis in Hilversum aan de Meidoornstraat in Hilversum heeft tussen 1920 en 1975 gefunctioneerd als volksbadhuis vervolgens als medisch centrum onder de naam 'Het Oude Badhuis', en sinds 2018 als woning. Het heeft de status van rijksmonument.

## Aanloop
De eerste ontwikkelingen van openbare badvoorzieningen in Hilversum zijn te danken aan de Hilversumse huisarts Johannes (Jan) Fredericus van Hengel (1811 - 1892). Dr. van Hengel liet aan de toenmalige Diepenweg in 1857 een gebouwtje oprichten, waarin onder andere zes voor burgers toegankelijke badkamers waren opgenomen, elk voorzien van een verdiept, marmer bekleed bad. Kennelijk bedoeld voor de gegoede burger; het toegangsgeld was 50 cent. Omstreeks 1955 werd deze badgelegenheid gesloten.
Vervolgens werd in 1885 een openluchtzwembad gesticht in de Oude Haven door Gerrit Jan Stokerman. Deze openbare met schuttingen omheinde bad- en zweminrichting werd in 1898 echter alweer gesloten
Het pad van de Vaartweg naar dit bad werd in 1890 de Badhuislaan genoemd, ofschoon van een badhuis ter plekke nog geen sprake was.
Op 26 oktober 1911 werd de Vereniging Volksbaden Hilversum opgericht, die hetzelfde jaar voor de arbeidersbevolking op de hoek van de Gasthuisstraat 38 en de Mauritslaan aan de havenzijde in een voormalig ziekenhuisje een openbaar badhuis stichtte. Dit badhuisje omvatte drie badkuipen en elf douchecellen in een eenvoudige doch praktische uitvoering. Deze voorziening bleek al snel te klein en werd in 1925 afgebroken.
De initiatieven voor een eerste badhuis van enige omvang kwamen van de Vereniging Hilversumsche Bad- en Zweminrichting die op 30 oktober 1912 de N.V. Hilversumsche Bad- en Zweminrichting stichtte.

## Volksbadhuizen Huygensstraat en Meidoornstraat
De Vereniging Volksbadhuis Hilversum wendde zich in 1916 tot de gemeenteraad met een verzoek tot financiële ondersteuning bij uitbreiding van de gemeentelijke badfaciliteiten in volkswijken. Na uitvoerige discussies besloot de raad twee nieuwe volksbadhuizen te laten bouwen en die in exploitatie aan derden te geven. En wel één aan de reeds bestaande Vereniging Volksbadhuis Hilversum als onderdeel van het nog te bouwen sociale woningbouwcomplex aan de Meidoornstraat/Bosdrift en één als onderdeel van het nog te bouwen sociale woningbouwcomplex aan de Huygensstraat. Gemeentearchitect Piet Andriessen was inmiddels in 1914 overleden. Zijn opvolger, Willem Dudok, werd derhalve als directeur van de Dienst Publieke Werken (1915) en later in 1928 gemeentearchitect van de gemeente Hilversum belast met de uitvoering van dit besluit.

### Meidoornstraat
Het nieuwe volksbadhuis van de Vereniging Volksbadhuis Hilversum aan de Meidoornstraat 2 in de wijk Het Bloemenkwartier werd als onderdeel van het 4e gemeentelijke woningbouwcomplex aan de Meidoornstraat/Bosdrift op 3 december 1921 in gebruik genomen. Dit volksbadhuis (RM 407337) was een afzonderlijk bouwobject binnen het 4e woningbouwcomplex. Tot 1975 is dit badhuis als badhuis in gebruik geweest; daarna wegens onvoldoende belangstelling gesloten. Aansluitend op de sluiting zijn inpandige verbouwingen uitgevoerd. Het 4e woningbouwcomplex bestond naast dit volksbadhuis uit 6 woningen langs de Hilvertsweg, 4 + 9 = 13 woningen met een poortgebouw aan de Meidoornstraat, 12 + 4 woningen langs de Bosdrift (RM 407231)en de Dr. H. Bavinckschool (RM 407232) aan de Bosdrift. Het complex is gelijktijdig (in massa) gesticht.

### Huygensstraat
De Vereniging Volksbadhuis "Over 't Spoor" heeft op 14 juni 1920 het volksbadhuis aan de Huygensstraat 76 in de wijk Over 't Spoor opengesteld. De tarieven bij de openstelling in 1920 varieerden voor een 'stortbad' tussen 8 cent en 25 cent (werklozen met stempelkaart 5 cent) en voor een 'kuipbad' 15 cent tot 40 cent, badmutsen 10 cent, handdoeken 5 cent, haardroog-apparaat 2 halve stuivers; dit aldus de gepubliceerde tarievenlijst. Dit badhuis omvatte 25 douches en 4 badkuipen en tevens een schoolbad met 12 douches. Het ontwerp van het badhuis Over 't Spoor was onderdeel van het 3e woningbouwcomplex. Het 3e woningbouwcomplex omvatte naast het volksbadhuis met een poortgebouw, waarin de woning van de badmeester, tevens 9 woningen. Het badhuis was tezamen met de woningen als een bouwkundig samenhangend bouwwerk gesticht. 
Schoolkinderen konden in 1948 voor een douche beurt op woensdagmiddag op school voor een dubbeltje een blauw toegangskaartje kopen. Het normale kindertarief bedroeg 35 cent zonder handdoek of zeep; dat moesten de kinderen zelf meenemen.
In 1956 zijn de woningen gemoderniseerd. In ongeveer 1970 is wegens onvoldoende belangstelling het badhuis gesloten. In 2004 is dit bouwwerk met de aanpalende woningen afgebroken. Het in 2004 vrijgekomen bouwperceel is inmiddels in 2016 weer volledig bebouwd met woningen.

## Herbestemming
Tussen 1975 en 2018 is het voormalige badhuis in de Meidoornstraat gebruikt als medisch centrum onder de naam 'Het Oude Badhuis'. Dit gebouw is sinds 1991 een rijksmonument. Sinds 2018 is het badhuis in particulier bezit, opgedeeld en verbouwd tot twee woningen.